# Filippine ai Giochi paralimpici
Le Filippine hanno compiuto il loro debutto ai Giochi paralimpici estivi nel 1988 a Seul. 
Tuttavia non ha mai preso parte ad alcuna edizione dei Giochi invernali.

## Medagliere

### Giochi paralimpici estivi
| 1988 Seul           | 0                  | 0                  | 0                  | 0                  | -                  |                    |                    |                    |                    |                    |                    |                    |                    |                    |                    |                    |                    |                    |                    |                    |                    |                    |                    |                    |                    |                    |                    |                    |                    |                    |                    |                    |                    |                    |                    |                    |                    |                    |                    |                    |                    |                    |                    |                    |                    |
| 1992 Barcellona     | 0                  | 0                  | 0                  | 0                  | -                  |                    |                    |                    |                    |                    |                    |                    |                    |                    |                    |                    |                    |                    |                    |                    |                    |                    |                    |                    |                    |                    |                    |                    |                    |                    |                    |                    |                    |                    |                    |                    |                    |                    |                    |                    |                    |                    |                    |                    |                    |
| 1996 Atlanta        | non ha partecipato | non ha partecipato | non ha partecipato | non ha partecipato | non ha partecipato | non ha partecipato | non ha partecipato | non ha partecipato | non ha partecipato | non ha partecipato | non ha partecipato | non ha partecipato | non ha partecipato | non ha partecipato | non ha partecipato | non ha partecipato | non ha partecipato | non ha partecipato | non ha partecipato | non ha partecipato | non ha partecipato | non ha partecipato | non ha partecipato | non ha partecipato | non ha partecipato | non ha partecipato | non ha partecipato | non ha partecipato | non ha partecipato | non ha partecipato | non ha partecipato | non ha partecipato | non ha partecipato | non ha partecipato | non ha partecipato | non ha partecipato | non ha partecipato | non ha partecipato | non ha partecipato | non ha partecipato | non ha partecipato | non ha partecipato | non ha partecipato | non ha partecipato | non ha partecipato |
| 2000 Sydney         | 0                  | 0                  | 1                  | 1                  | 65                 |                    |                    |                    |                    |                    |                    |                    |                    |                    |                    |                    |                    |                    |                    |                    |                    |                    |                    |                    |                    |                    |                    |                    |                    |                    |                    |                    |                    |                    |                    |                    |                    |                    |                    |                    |                    |                    |                    |                    |                    |
| 2004 Atene          | 0                  | 0                  | 0                  | 0                  | -                  |                    |                    |                    |                    |                    |                    |                    |                    |                    |                    |                    |                    |                    |                    |                    |                    |                    |                    |                    |                    |                    |                    |                    |                    |                    |                    |                    |                    |                    |                    |                    |                    |                    |                    |                    |                    |                    |                    |                    |                    |
| 2008 Pechino        | 0                  | 0                  | 0                  | 0                  | -                  |                    |                    |                    |                    |                    |                    |                    |                    |                    |                    |                    |                    |                    |                    |                    |                    |                    |                    |                    |                    |                    |                    |                    |                    |                    |                    |                    |                    |                    |                    |                    |                    |                    |                    |                    |                    |                    |                    |                    |                    |
| 2012 Londra         | 0                  | 0                  | 0                  | 0                  | -                  |                    |                    |                    |                    |                    |                    |                    |                    |                    |                    |                    |                    |                    |                    |                    |                    |                    |                    |                    |                    |                    |                    |                    |                    |                    |                    |                    |                    |                    |                    |                    |                    |                    |                    |                    |                    |                    |                    |                    |                    |
| 2016 Rio de Janeiro | 0                  | 0                  | 1                  | 1                  | -                  |                    |                    |                    |                    |                    |                    |                    |                    |                    |                    |                    |                    |                    |                    |                    |                    |                    |                    |                    |                    |                    |                    |                    |                    |                    |                    |                    |                    |                    |                    |                    |                    |                    |                    |                    |                    |                    |                    |                    |                    |
| 2020 Tokyo          | 0                  | 0                  | 0                  | 0                  | -                  |                    |                    |                    |                    |                    |                    |                    |                    |                    |                    |                    |                    |                    |                    |                    |                    |                    |                    |                    |                    |                    |                    |                    |                    |                    |                    |                    |                    |                    |                    |                    |                    |                    |                    |                    |                    |                    |                    |                    |                    |
| Totale              | 0                  | 0                  | 2                  | 2                  | -                  |                    |                    |                    |                    |                    |                    |                    |                    |                    |                    |                    |                    |                    |                    |                    |                    |                    |                    |                    |                    |                    |                    |                    |                    |                    |                    |                    |                    |                    |                    |                    |                    |                    |                    |                    |                    |                    |                    |                    |                    |

### Medagliati
| Medaglia | Atleta           | Edizione            | Sport        | Evento                 |
| -------- | ---------------- | ------------------- | ------------ | ---------------------- |
| Bronzo   | Adeline Dumapong | Sydney 2000         | Pesistica    | 82,5 kg donne          |
| Bronzo   | Josephine Medina | Rio de Janeiro 2016 | Tennistavolo | Singolo classe 8 donne |

## Alfieri

### Giochi paralimpici estivi
- Pechino 2008: Adeline Dumapong (Pesistica)
- Londra 2012: Josephine Medina (Tennistavolo)
- Rio de Janeiro 2016: Josephine Medina (Tennistavolo)
- Tokyo 2020: Jerrold Pete Mangliwan (Atletica leggera)